# Rocking Yaset
Rocking Yaset, de son vrai nom Jean-François Michel, né à Cherbourg en 1948, est un écrivain, poète, performer, revuiste, sculpteur français.
Ancien membre des deux journaux anarchistes Actual-Hebdo et Actuel, il fonde en 1967 le journal anarchiste Le Quetton.

## Publications
- 32 Idées de mort idiotes
- Pinsonnades
- Haguepocalypse Nono
- Le Chant du sang d’oiseau, 1983 (ISBN 2-903383-09-X)
- Brièvement l'explosion
- Le Gran kon plo
- Petit précis d'écriture visuelle
- Almanach Le Brun valable 327 000 ans
- Orgiaque congrès de mots + Poésie carrée
- Russe de guerre
- Abécédaire gonocoquin
- Danse avec les mobylettes
- Les Poètes sont priés de s'essuyer les pieds
- Visite au Musée de Chuprelo
- Les Sextraordinnaires aventures de Bill Clitoune
- Le Grand livre blanc des secrets du charbon
- La Malédiction de Callousset
- Le Bête Sciaire
- Don't Masturb !livre numérique